# Acentrogobius griseus
Acentrogobius griseus är en fiskart som först beskrevs av Day, 1876.  Acentrogobius griseus ingår i släktet Acentrogobius och familjen smörbultsfiskar. Inga underarter finns listade i Catalogue of Life.